# Urophora sjumorum
Urophora sjumorum
 es una especie de insecto del género Urophora de la familia Tephritidae del orden Diptera. 
Boris Borisovitsch Rohdendorf la describió científicamente por primera vez en el año 1937.